# مارولو
مارولو (نام علمی: Annona crassiflora) نام یک گونه از تیره آنوناسه است.
این گیاهان بومی برزیل و پاراگوئه بوده که میوه‌های آن نیز توسط بومیان منطقه به مصرف می‌رسد.